# Daniel Vogel
Daniel Vogel (ur. 12 marca 1745 w Nidzicy, zm. 19 października 1829 we Wrocławiu) – niemiecko-polski autor podręczników do nauki języka polskiego dla Niemców, nauczyciel.
Ukończył szkołę w swym rodzinnym mieście. Podjął studia teologii i filozofii na uniwersytecie królewieckim. Od 1767, przez przeszło pół wieku, pracował jako nauczyciel różnych przedmiotów, w tym języka polskiego, w Gimnazjum św. Marii Magdaleny we Wrocławiu. Vogel zebrał także znaczący bibliofilski księgozbiór w języku polskim, któremu poświęcono publikację wydaną w roku 1947 i 1948.

## Publikacje
- podręcznik do nauki języka polskiego dla Niemców, zawierający głównie teksty do czytania: „Rozmaite ućiechy albo zgromadzenie niektorych geograficznych, fizycznych, politycznych i hystorycznych nauk i przypadkow na pożytek i snadnieysze poięćie polskiego ięzyka dla Modźi kwitnącey Szkoły Realney Wrocławskiey przy Kośćiele Maryi Magdaleny”. Oficyna Korna, Wrocław, 1768[4].
- podręcznik do nauki języka polskiego dla Niemców, zawierający głównie teksty do czytania: „Polska Książka do czytania; to iest Zbior nauk i zabawek filologicznych, na pożytek i snadnieysze poięcie Polskiego Ięzyka dla Młodzi kwitnącey Szkoły Realney Wrocławskiey przy kościele Maryi Magdaleny”. Oficyna Korna, Wrocław, 1785[5]